# Maria Nowak (polityk)
Maria Teresa Nowak z domu Piwowar (ur. 31 marca 1950 w Chorzowie) – polska polityk, nauczycielka, posłanka na Sejm IV, V, VI, VII i VIII kadencji.

## Życiorys
Ukończyła I Liceum Ogólnokształcące im. Juliusza Słowackiego w Chorzowie, następnie studia matematyczne na Wydziale Matematyczno-Fizyczno-Chemicznym Uniwersytetu Śląskiego w Katowicach. Od 1973 pracowała jako nauczycielka. W latach 1991–2001 była dyrektorem Liceum Ogólnokształcącego Stowarzyszenia Rodzin Katolickich. Przewodniczyła również lokalnemu kołu tego stowarzyszenia. Jest również damą Zakonu Rycerskiego Grobu Bożego w Jerozolimie.
Należała do Ruchu Społecznego AWS i Przymierza Prawicy. Od 1990 do 2001 zasiadała w chorzowskiej radzie miasta, pełniąc m.in. funkcję wiceprzewodniczącej. W 2001, 2005 i 2007 uzyskiwała mandat poselski z listy Prawa i Sprawiedliwości w okręgu katowickim. W wyborach parlamentarnych w 2011 po raz czwarty została wybrana na posła, otrzymała 10 820 głosów. W 2015 nie uzyskała poselskiej reelekcji. W 2019 uzyskała możliwość objęcia mandatu posłanki VIII kadencji w miejsce Grzegorza Tobiszowskiego, na co wyraziła zgodę. W wyborach w tym samym roku nie została ponownie wybrana.
W 2024 uzyskała mandat radnej Sejmiku Województwa Śląskiego VII kadencji.